# Băcești
Băcești là một xã thuộc hạt Vaslui, România. Dân số thời điểm năm 2002 là 4038 người.